# Allsvenskan de 1960
A Primeira Divisão do Campeonato Sueco de Futebol da temporada 1960, denominada oficialmente de Allsvenskan 1960, foi a 36º edição da principal divisão do futebol sueco. O campeão foi o IFK Norrköping que conquistou seu 9º título na história da competição.

## Classificação final
| Pos. | Equipe              | J  | V  | E | D  | GP | GC | Pts | SG  |
| ---- | ------------------- | -- | -- | - | -- | -- | -- | --- | --- |
| 1    | IFK Norrköping      | 22 | 17 | 4 | 1  | 75 | 26 | 38  | +49 |
| 2    | IFK Malmö           | 22 | 12 | 7 | 3  | 38 | 21 | 31  | +17 |
| 3    | Örgryte IS          | 22 | 10 | 4 | 8  | 52 | 40 | 24  | +12 |
| 4    | Malmö FF            | 22 | 9  | 4 | 9  | 33 | 33 | 22  | 0   |
| 5    | Degerfors IF        | 22 | 9  | 4 | 9  | 44 | 52 | 22  | -8  |
| 6    | AIK Fotboll         | 22 | 7  | 7 | 8  | 42 | 39 | 21  | +3  |
| 7    | Hammarby IF         | 22 | 8  | 4 | 10 | 46 | 49 | 20  | -3  |
| 8    | IFK Göteborg        | 22 | 7  | 6 | 9  | 46 | 49 | 20  | -3  |
| 9    | Sandvikens IF       | 22 | 6  | 7 | 9  | 35 | 46 | 19  | -11 |
| 10   | Helsingborgs IF     | 22 | 8  | 2 | 12 | 42 | 53 | 18  | -11 |
| 11   | Djurgårdens IF      | 22 | 8  | 2 | 12 | 26 | 38 | 18  | -12 |
| 12   | Jönköpings Södra IF | 22 | 5  | 1 | 16 | 19 | 52 | 11  | -33 |

## Premiação
| Allsvenskan 1960                   |
| Sweden                             |
| ---------------------------------- |
| IFK NORRKÖPING Campeão (9º título) |